# Pauca (Colquiri)
Pauca ist eine Ortschaft im Departamento La Paz im Hochland des südamerikanischen Andenstaates Bolivien.

## Lage im Nahraum
Pauca ist zentraler Ort des Kanton Pauca im Municipio Colquiri in der Provinz Inquisivi. Die Ortschaft liegt auf einer Höhe von 3728 m am linken, nördlichen Ufer des Río Khala Parani, der hier die Grenze zwischen der Provinz Inquisivi im Departamento La Paz und der Provinz Tapacarí im Departamento Cochabamba bildet.

## Geographie
Pauca liegt zwischen dem bolivianischen Altiplano im Westen und dem Amazonas-Tiefland im Osten. Die Region weist ein ausgeprägtes Tageszeitenklima auf, bei dem die mittleren Temperaturschwankungen im Tagesverlauf deutlicher ausfallen als im Jahresverlauf.
Die Jahresdurchschnittstemperatur der Region Pauca liegt bei 7 °C (siehe Klimadiagramm Colquiri), die mittleren Monatswerte schwanken nur unwesentlich zwischen 3 °C im Juni und Juli und 9 °C von November bis Februar. Der Jahresniederschlag beträgt 500 mm, die Monatsniederschläge liegen zwischen unter 10 mm in der Trockenzeit von Mai bis August und 100 bis 120 mm im Januar und Februar.

## Verkehrsnetz
Pauca liegt in einer Entfernung von 360 Straßenkilometern südöstlich von La Paz, der Hauptstadt des Departamentos.
Von La Paz aus führt die asphaltierte Nationalstraße Ruta 1 in südöstlicher Richtung 300 Kilometer über Patacamaya und Sica Sica nach Caracollo, und ab dort die Ruta 4 nach Osten weitere 30 Kilometer bis Lequepalca. Fünf Kilometer hinter Lequepalca zweigt an der Mündung des Río Janho Kkota bei Thola Pampa/Aranjuez eine unbefestigte Landstraße nach Norden nach Ancocota ab, in der nächsten Rechtskurve der Ruta 4 liegt die Ortschaft Huayllamarca. Hier zweigt auf der linken Seite der Ruta 4 eine unbefestigte Landstraße in nordöstlicher Richtung ab, steigt auf den ersten acht Kilometern bis auf eine Höhe von 4600 m an und erreicht Pauca nach 22 Kilometern.

## Bevölkerung
Die Einwohnerzahl der Ortschaft ist im vergangenen Jahrzehnt um etwa vierzig Prozent zurückgegangen:
| Jahr | Einwohner         | Quelle       |
| ---- | ----------------- | ------------ |
| 1992 | keine Detaildaten | Volkszählung |
| 2001 | 350               | Volkszählung |
| 2012 | 217               | Volkszählung |
| 2024 |                   | Volkszählung |

Die Bevölkerung der Region gehört vor allem dem indigenen Volk der Aymara an, 82,9 Prozent der Einwohner des Municipio Colquiri sprechen Aymara.